# 瑞典駐日本大使館
瑞典駐日大使館（瑞典語：Sveriges ambassad i Tokyo）是瑞典王國對日本國設置的外交代表機構，館址位於東京港區的六本木一丁目。瑞典最早於日本建立的常設代表處為1907年開設的公使館，雖在1945年盟軍佔領日本後一度關閉，但於1952年起重新開設，1957年時更升格為大使館。本館館址在東京的位置曾數經變更，而六本木的使館大樓則於1991年啟用。

## 歷史

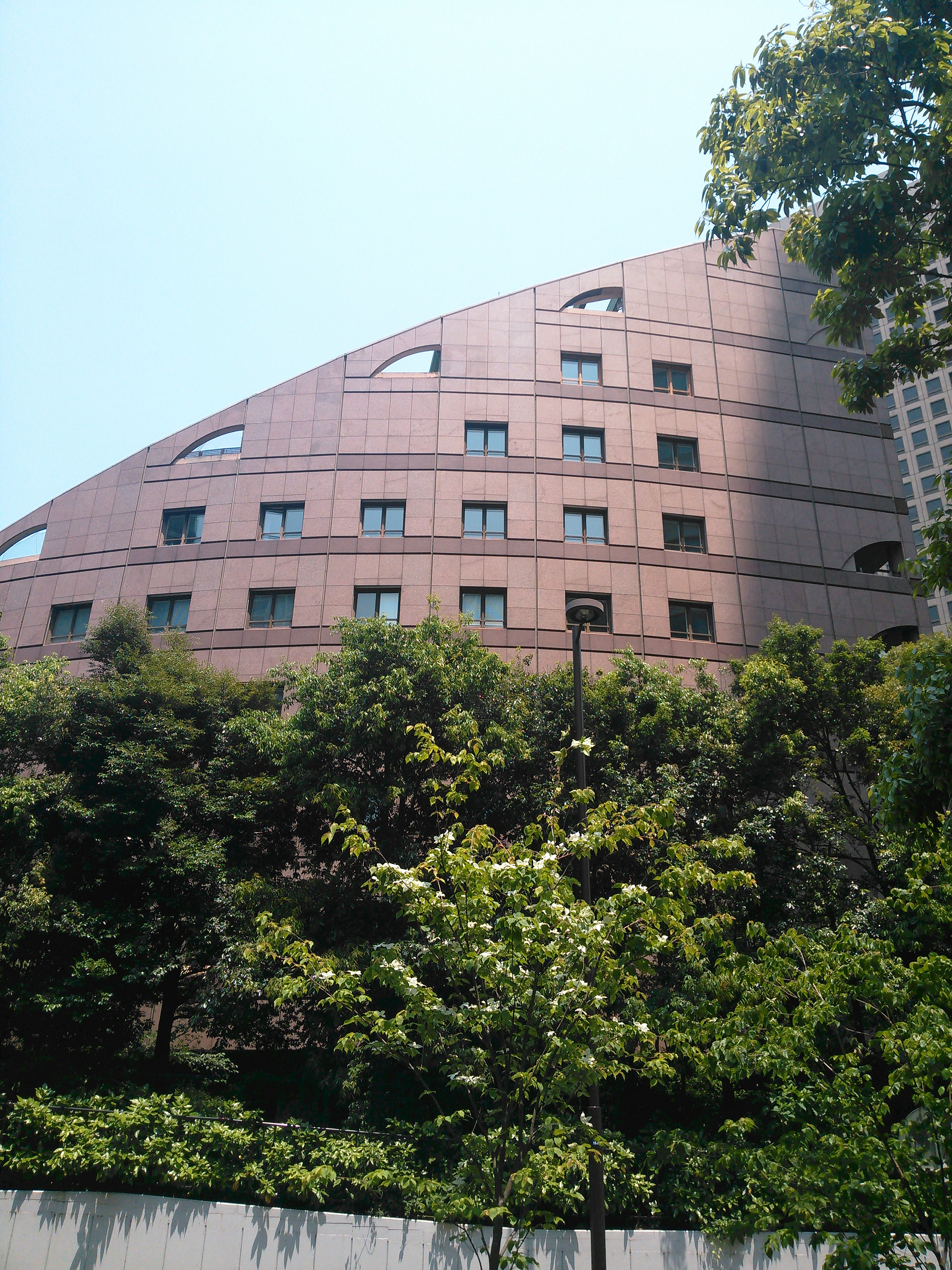
瑞典駐日大使館主樓

瑞典與日本在1868年簽署了《大日本國瑞典國條約書》，成為兩國間的第一份條約，但瑞典與日本建立關係後，仍未向日本派出外交機構，而是由荷蘭駐日公使館兼代其在日利益:78-79，直到1901年時才設立瑞典駐神戶總領事館:219。1905年，在日本首都東京常設使領機構所需的預算得到瑞典國會批准，而第一代瑞典駐日公使館也於1907年在東京市中心的京橋區明石町24番地正式開館:79-80。
1941年第二次世界大戰爆發，日本與歐洲數國進入交戰狀態，而瑞典由於在戰爭中為中立國、依然與日本維繫邦交，因此瑞典駐日公使館於大戰期間也持續存在。但1945年8月日本投降之後，其外交活動也伴隨盟軍佔領而宣告中斷，瑞典公使館和斯德哥爾摩的日本公使館均遭到關閉:22。
直至1952年《舊金山和約》生效、日本回歸國際社會之際，瑞典與其外交關係方得恢復:27，也在東京重建外交代表部:196。1957年，瑞日兩國建立大使級外交關係，瑞典駐日外交機構也於該年正式改制成大使館。升級前後的瑞典使館均設址在麻布西町22號，其為二戰期間由日本教育家、前首相松方正義之孫女松方種子租給瑞典政府的地產:196，瑞典大使館遷出後，這塊土地於1965年重新回到松方家族手中，並成為西町國際學校校園所在處。
1989年，瑞典政府在六本木一丁目展開大使館新樓的施工，由瑞典建築師麥可·格蘭尼特（Michael Granit）和日本建築師加藤義人負責興建，1991年竣工。瑞典大使館的用地內包含各辦事處和官邸，並在入口旁邊設置了一座展覽場和演講廳，用於舉辦文化及交流活動，此外還建有日式庭園。使館主樓則為了減少對周邊地區造成的陰影，而將3樓至8樓間的屋頂縮減成斜面。

## 組織與執掌
瑞典駐日大使館除了作為對日代表機構外，瑞典駐日使館的兼轄國尚包括密克羅尼西亞及馬紹爾群島，原先由瑞典駐菲律賓大使館兼轄的帛琉也自2008年10月起移交到本館業務範圍下。
使館內部以大使為首、下設副館長、參贊、新聞官及國防軍武官等職位，所轄科組則包括政治經濟處（Politiska och ekonomiska sektionen）、行政處（Administrativa sektionen）、商務室（Handelskontoret）和發展分析室（Tillväxtanalys）等。商務室同時是瑞典貿易投資委員會駐日辦事處，而發展分析室亦以科學創新室（Vetenskaps och innovationskontor）的名稱運作，其於1966年設立時原屬瑞典皇家工程科學院，後來則改隸為瑞典國家發展政策分析署旗下組織。